# Buffalo Bill
William Frederick Cody, z vzdevkom Buffalo Bill, ameriški pustolovec, * 26. februar 1846, Iowa, † 10. januar 1917. 
William Cody se je rodil v ameriški zvezni državi Iowa, blizu mesta Le Claire. Svoje pustolovsko življenje je pričel pri štirinajstih v Kansasu, kjer se je zaposlil kot jezdni kurir pri Pony Expressu. Kasneje je to službo zapustil in se posvetil lovu na bizone, kjer je dobil svoj slavni nadimek Buffalo Bill.
Svetovno slavo je le še razširil, ko je kot vojaški izvidnik sodeloval v bojih z Indijanci. Pri tem delu je vodil karavane naseljencev čez  prerije zahoda. Njegov sloves pustolovca, ki se ne meni za nevarnost in vedno pomaga bližnjemu, se je hitro razširil po Ameriki in vse do Evrope. 
V starosti je začel delati v cirkusu, v katerem je kot osrednja atrakcija pripovedoval svoje pustolovščine. S cirkusom je leta 1901 prišel tudi v Evropo. 16. maja 1906 je na dveh predstavah nastopil tudi v Ljubljani. Deležen je bil vsega priznanja in občudovanja občinstva.
Cody, legendarni poštni kurir, lovec na bizone, polkovnik Pawneejev in ubijalec Rumene Roke je umrl 10. januarja 1917. Njegovo truplo so kmalu po smrti prenesli v podzemno jamo na Lookout Mountainu, kjer so za lesketajočo se kristalno zaveso razstavili njegovo značilno obleko, orožje in dragocenosti. Ta razstava je še danes izjemno obiskana.